# Lista siturilor arheologice din județul Timiș - T
Lista siturilor arheologice din județul Timiș - T conține toate siturile arheologice din județul Timiș înscrise în Repertoriul Arheologic Național (RAN) și aflate în localități al căror nume începe cu litera T. RAN este administrat de Ministerul Culturii și Patrimoniului Național și cuprinde date științifice, cartografice, topografice, imagini și planuri, precum și orice alte informații privitoare la zonele cu potențial arheologic, studiate sau nu, încă existente sau dispărute.
Puteți căuta un sit din localitățile care încep cu litera T folosind formularul de mai jos sau puteți naviga prin toate siturile din județ la Lista siturilor arheologice din județul Timiș.
| Cod RAN                                   | Denumire | Localitate                                  | Adresă                                      | Datare                            | Descoperit | Coordonate                                    | Imagine           | Erori            |
| ----------------------------------------- | --- | ------------------------------------------- | ------------------------------------------- | --------------------------------- | ---------- | --------------------------------------------- | ----------------- | ---------------- |
| 155252.06.01 (Cod LMI: TM-I-s-A-06050)    | Fortificațiile Cetății Timișoara - Parcul Botanic / ansamblu Fortificațiile Cetății Timișoara (Categorie: fortificație) (Tip: Fortificație)         | municipiul Timișoara                        | Calea Aradului 1, punct Parcul Botanic      | sec. XVIII                        |            | 45°45′30″N 21°13′31″E / 45.75834°N 21.22528°E | Încărcați imagine | Raportați eroare |
| 155252.07.02 (Cod LMI: TM-I-m-B-06049.02) | Situl arheologic de la Timișoara - Cioreni / ansamblu anonim (Categorie: locuire civilă) (Tip: Așezare rurală)                                      | municipiul Timișoara                        | Cioreni                                     | sec. II - IV d. Hr.               |            | 45°47′47″N 21°09′34″E / 45.79639°N 21.15944°E | Încărcați imagine | Raportați eroare |
| 155252.07.03 (Cod LMI: TM-I-m-B-06049.01) | Situl arheologic de la Timișoara - Cioreni / ansamblu anonim (Categorie: locuire civilă) (Tip: Necropolă de incinerație)                            | municipiul Timișoara                        | Cioreni                                     | sec. X-XI                         |            | 45°47′47″N 21°09′34″E / 45.79639°N 21.15944°E | Încărcați imagine | Raportați eroare |
| 155252.07.01 (Cod LMI: TM-I-s-B-06049)    | Situl arheologic de la Timișoara - Cioreni / ansamblu anonim (Categorie: locuire civilă) (Tip: Mormânt de incinerație)                              | municipiul Timișoara                        | Cioreni                                     | dacică sec. IV î. Hr.             |            | 45°47′47″N 21°09′34″E / 45.79639°N 21.15944°E | Încărcați imagine | Raportați eroare |
| 155252.07.04 (Cod LMI: TM-I-s-B-06049)    | Situl arheologic de la Timișoara - Cioreni / ansamblu anonim (Categorie: locuire civilă) (Tip: Așezare)                                             | municipiul Timișoara                        | Cioreni                                     |                                   |            | 45°47′47″N 21°09′34″E / 45.79639°N 21.15944°E | Încărcați imagine | Raportați eroare |
| 158868.01.01                              | Situl arheologic de la Teremia Mare - Viile Huncii / ansamblu anonim (Categorie: locuire) (Tip: Așezare)                                            | sat Teremia Mare, comuna Teremia Mare       | Viile Huncii                                | sec. X - XII                      |            |                                               | Încărcați imagine | Raportați eroare |
| 158868.01.02                              | Situl arheologic de la Teremia Mare - Viile Huncii / ansamblu anonim (Categorie: locuire) (Tip: Așezare)                                            | sat Teremia Mare, comuna Teremia Mare       | Viile Huncii                                | sec. II-Iv                        |            |                                               | Încărcați imagine | Raportați eroare |
| 158868.01.03                              | Situl arheologic de la Teremia Mare - Viile Huncii / ansamblu anonim (Categorie: locuire) (Tip: Așezare)                                            | sat Teremia Mare, comuna Teremia Mare       | Viile Huncii                                | sec. V-IX                         |            |                                               | Încărcați imagine | Raportați eroare |
| 155252.09.01 (Cod LMI: TM-II-m-A-06140)   | Castelul Huniade de la Timișoara / ansamblu anonim (Categorie: construcție) (Tip: Castel)                                                           | municipiul Timișoara                        | Piața Huniade nr. 1, punct Castelul Huniade | sec. XIV-XVIII                    |            |                                               | Încărcați imagine | Raportați eroare |
| 155582.01.01                              | Fortificația de pământ de la Târgoviște-"Târgoviște Sud" / ansamblu anonim (Categorie: fortificație) (Tip: Fortificație de pământ)                  | sat Târgoviște, comuna Balinț               | Târgoviște Sud                              |                                   |            | 45°48′20″N 21°49′34″E / 45.80556°N 21.82611°E | Încărcați imagine | Raportați eroare |
| 158975.01.01                              | Situl arheologic de la Topolovățu Mare-"Joamba" / ansamblu anonim (Categorie: fortificație) (Tip: Fortificație de pământ)                           | sat Topolovățu Mare, comuna Topolovățu Mare | Joamba                                      |                                   |            | 45°46′32″N 21°38′09″E / 45.77555°N 21.63583°E | Încărcați imagine | Raportați eroare |
| 158975.01.02                              | Situl arheologic de la Topolovățu Mare-"Joamba" / ansamblu anonim (Categorie: fortificație) (Tip: Așezare)                                          | sat Topolovățu Mare, comuna Topolovățu Mare | Joamba                                      |                                   |            | 45°46′32″N 21°38′09″E / 45.77555°N 21.63583°E | Încărcați imagine | Raportați eroare |
| 158975.01.03                              | Situl arheologic de la Topolovățu Mare-"Joamba" / ansamblu anonim (Categorie: fortificație) (Tip: Așezare)                                          | sat Topolovățu Mare, comuna Topolovățu Mare | Joamba                                      |                                   |            | 45°46′32″N 21°38′09″E / 45.77555°N 21.63583°E | Încărcați imagine | Raportați eroare |
| 155252.10.01                              | Fântâna publică de la Timișoara / ansamblu anonim (Categorie: construcție) (Tip: Fântână)                                                           | municipiul Timișoara                        | str. Eugeniu de Savoia nr. 16               | sec. XVIII-XIX                    |            | 45°45′25″N 21°13′37″E / 45.75694°N 21.22694°E | Încărcați imagine | Raportați eroare |
| 155387.01.01                              | Movilele de epocă necunoscută de la Tapia / ansamblu anonim (Categorie: descoperire funerară) (Tip: movile)                                         | sat Tapia, municipiul Lugoj                 |                                             |                                   |            |                                               | Încărcați imagine | Raportați eroare |
| 158868.02.01                              | Situl arheologic de la Teremia Mare - La Movile / ansamblu anonim (Categorie: locuire) (Tip: Așezare)                                               | sat Teremia Mare, comuna Teremia Mare       | La Movile                                   |                                   |            |                                               | Încărcați imagine | Raportați eroare |
| 158868.02.02                              | Situl arheologic de la Teremia Mare - La Movile / ansamblu anonim (Categorie: locuire) (Tip: Movilă)                                                | sat Teremia Mare, comuna Teremia Mare       | La Movile                                   |                                   |            |                                               | Încărcați imagine | Raportați eroare |
| 158868.02.03                              | Situl arheologic de la Teremia Mare - La Movile / ansamblu anonim (Categorie: locuire) (Tip: Movilă)                                                | sat Teremia Mare, comuna Teremia Mare       | La Movile                                   |                                   |            |                                               | Încărcați imagine | Raportați eroare |
| 158868.03.01                              | Situl arheologic de la Teremia Mare - Câmpul Giucoșin / ansamblu anonim (Categorie: locuire) (Tip: Așezare)                                         | sat Teremia Mare, comuna Teremia Mare       | Câmpul Giucoșin                             | dacică                            |            |                                               | Încărcați imagine | Raportați eroare |
| 158868.03.02                              | Situl arheologic de la Teremia Mare - Câmpul Giucoșin / ansamblu anonim (Categorie: locuire) (Tip: Așezare)                                         | sat Teremia Mare, comuna Teremia Mare       | Câmpul Giucoșin                             |                                   |            |                                               | Încărcați imagine | Raportați eroare |
| 158868.04.01                              | Situl arheologic de la Teremia Mare -Movila Mileva / ansamblu anonim (Categorie: locuire) (Tip: Așezare)                                            | sat Teremia Mare, comuna Teremia Mare       | Movila Mileva                               |                                   |            |                                               | Încărcați imagine | Raportați eroare |
| 158868.04.02                              | Situl arheologic de la Teremia Mare -Movila Mileva / ansamblu anonim (Categorie: locuire) (Tip: Așezare)                                            | sat Teremia Mare, comuna Teremia Mare       | Movila Mileva                               |                                   |            |                                               | Încărcați imagine | Raportați eroare |
| 158868.05.01                              | Complexul tumular de la Teremia Mare - Gomila Mare / ansamblu anonim (Categorie: descoperire funerară) (Tip: Tumuli)                                | sat Teremia Mare, comuna Teremia Mare       | Gomila Mare                                 |                                   |            |                                               | Încărcați imagine | Raportați eroare |
| 158868.06.01                              | Movila de epocă necunoscută de la Teremia Mare - Schlierhügel / ansamblu anonim (Categorie: descoperire funerară) (Tip: Așezare)                    | sat Teremia Mare, comuna Teremia Mare       | Schlierhügel                                |                                   |            |                                               | Încărcați imagine | Raportați eroare |
| 158868.07.01                              | Movila de epocă necunoscută de la Teremia Mare / ansamblu anonim (Categorie: descoperire funerară) (Tip: Movilă)                                    | sat Teremia Mare, comuna Teremia Mare       |                                             |                                   |            |                                               | Încărcați imagine | Raportați eroare |
| 158886.01.01                              | Așezarea daco-romană de la Teremia Mică / ansamblu anonim (Categorie: locuire) (Tip: Așezare)                                                       | sat Teremia Mică, comuna Teremia Mare       |                                             |                                   |            |                                               | Încărcați imagine | Raportați eroare |
| 158886.02.01                              | Movila de pământ de la Teremia Mică - La Cimitir / ansamblu anonim (Categorie: descoperire funerară) (Tip: Movilă de pământ)                        | sat Teremia Mică, comuna Teremia Mare       | La Cimitir                                  |                                   |            |                                               | Încărcați imagine | Raportați eroare |
| 155252.01.01                              | Atelierul din epoca bronzului de la Timișoara / ansamblu anonim (Categorie: construcție) (Tip: Atelier)                                             | municipiul Timișoara                        |                                             |                                   |            |                                               | Încărcați imagine | Raportați eroare |
| 155252.02.01                              | Așezarea neolitică de la Timișoara - Freierdorf IV / ansamblu anonim (Categorie: locuire) (Tip: Așezare)                                            | municipiul Timișoara                        | Freierdorf IV                               | Vinča - A                         |            |                                               | Încărcați imagine | Raportați eroare |
| 155252.03.01                              | Situl arheologic de la Timișoara - Mehala II / ansamblu anonim (Categorie: locuire) (Tip: Așezare)                                                  | municipiul Timișoara                        | Mehala II                                   | dacică sec. I î.Hr - sec. I d. Hr |            |                                               | Încărcați imagine | Raportați eroare |
| 155252.3.02                               | Situl arheologic de la Timișoara - Mehala II / ansamblu anonim (Categorie: locuire) (Tip: Așezare)                                                  | municipiul Timișoara                        | Mehala II                                   | sec. IV-V                         |            |                                               | Încărcați imagine | Raportați eroare |
| 155252.03.03                              | Situl arheologic de la Timișoara - Mehala II / ansamblu anonim (Categorie: locuire) (Tip: Așezare)                                                  | municipiul Timișoara                        | Mehala II                                   | sec. XVII - XVIII                 |            |                                               | Încărcați imagine | Raportați eroare |
| 155252.11.01                              | Situl arheologic de la Timișoara - Mehala IV / ansamblu anonim (Categorie: locuire) (Tip: Așezare)                                                  | municipiul Timișoara                        | Mehala IV                                   | Tisa - II                         |            |                                               | Încărcați imagine | Raportați eroare |
| 155252.11.02                              | Situl arheologic de la Timișoara - Mehala IV / ansamblu anonim (Categorie: locuire) (Tip: Așezare)                                                  | municipiul Timișoara                        | Mehala IV                                   | Coțofeni                          |            |                                               | Încărcați imagine | Raportați eroare |
| 155252.11.03                              | Situl arheologic de la Timișoara - Mehala IV / ansamblu anonim (Categorie: locuire) (Tip: Așezare)                                                  | municipiul Timișoara                        | Mehala IV                                   |                                   |            |                                               | Încărcați imagine | Raportați eroare |
| 155252.11.04                              | Situl arheologic de la Timișoara - Mehala IV / ansamblu anonim (Categorie: locuire) (Tip: Așezare)                                                  | municipiul Timișoara                        | Mehala IV                                   |                                   |            |                                               | Încărcați imagine | Raportați eroare |
| 155252.11.05                              | Situl arheologic de la Timișoara - Mehala IV / ansamblu anonim (Categorie: locuire) (Tip: Așezare)                                                  | municipiul Timișoara                        | Mehala IV                                   | sec. IV-V                         |            |                                               | Încărcați imagine | Raportați eroare |
| 155252.11.06                              | Situl arheologic de la Timișoara - Mehala IV / ansamblu anonim (Categorie: locuire) (Tip: Așezare)                                                  | municipiul Timișoara                        | Mehala IV                                   | sec. VIII-IX                      |            |                                               | Încărcați imagine | Raportați eroare |
| 155252.11.07                              | Situl arheologic de la Timișoara - Mehala IV / ansamblu anonim (Categorie: locuire) (Tip: Așezare)                                                  | municipiul Timișoara                        | Mehala IV                                   | sec. XVII-XVIII                   |            |                                               | Încărcați imagine | Raportați eroare |
| 155252.12.01                              | Situl arheologic de la Timișoara - Fratelia / ansamblu anonim (Categorie: locuire) (Tip: Așezare)                                                   | municipiul Timișoara                        | Fratelia                                    | Starčevo - Criș - II              |            |                                               | Încărcați imagine | Raportați eroare |
| 155252.12.02                              | Situl arheologic de la Timișoara - Fratelia / ansamblu anonim (Categorie: locuire) (Tip: Așezare)                                                   | municipiul Timișoara                        | Fratelia                                    |                                   |            |                                               | Încărcați imagine | Raportați eroare |
| 155252.12.03                              | Situl arheologic de la Timișoara - Fratelia / ansamblu anonim (Categorie: locuire) (Tip: Așezare)                                                   | municipiul Timișoara                        | Fratelia                                    |                                   |            |                                               | Încărcați imagine | Raportați eroare |
| 155252.12.04                              | Situl arheologic de la Timișoara - Fratelia / ansamblu anonim (Categorie: locuire) (Tip: Așezare)                                                   | municipiul Timișoara                        | Fratelia                                    | sec. VIII-IX                      |            |                                               | Încărcați imagine | Raportați eroare |
| 155252.13.01                              | Situl arheologic de la Timișoara - Termocentrală / ansamblu anonim (Categorie: locuire) (Tip: Așezare)                                              | municipiul Timișoara                        | Termocentrală                               | Vinča - C                         |            |                                               | Încărcați imagine | Raportați eroare |
| 155252.13.02                              | Situl arheologic de la Timișoara - Termocentrală / ansamblu anonim (Categorie: locuire) (Tip: Așezare)                                              | municipiul Timișoara                        | Termocentrală                               |                                   |            |                                               | Încărcați imagine | Raportați eroare |
| 155252.13.03                              | Situl arheologic de la Timișoara - Termocentrală / ansamblu anonim (Categorie: locuire) (Tip: Așezare)                                              | municipiul Timișoara                        | Termocentrală                               |                                   |            |                                               | Încărcați imagine | Raportați eroare |
| 155252.13.04                              | Situl arheologic de la Timișoara - Termocentrală / ansamblu anonim (Categorie: locuire) (Tip: Așezare)                                              | municipiul Timișoara                        | Termocentrală                               |                                   |            |                                               | Încărcați imagine | Raportați eroare |
| 155252.14.01                              | Necropola de epocă necunoscută de la Timișoara - Parcul Central / ansamblu anonim (Categorie: descoperire funerară) (Tip: Necropolă de incinerație) | municipiul Timișoara                        | Parcul Central                              |                                   |            |                                               | Încărcați imagine | Raportați eroare |
| 155252.15.01                              | Așezarea Latene de la Timișoara - Mehala III / ansamblu anonim (Categorie: locuire) (Tip: Așezare)                                                  | municipiul Timișoara                        | Mehala III                                  | - C-D                             |            |                                               | Încărcați imagine | Raportați eroare |
| 155252.16.01                              | Valul de epocă romană de la Timișoara / ansamblu anonim (Categorie: construcție defensivă) (Tip: val de apărare)                                    | municipiul Timișoara                        |                                             |                                   |            |                                               | Încărcați imagine | Raportați eroare |
| 155252.17.01                              | Așezarea daco-romană de la Timișoara - Mehala I / ansamblu anonim (Categorie: locuire) (Tip: Așezare)                                               | municipiul Timișoara                        | Mehala I                                    |                                   |            |                                               | Încărcați imagine | Raportați eroare |
| 155252.18.01                              | Situl arheologic de la Timișoara - Ronaț / ansamblu anonim (Categorie: locuire) (Tip: Așezare)                                                      | municipiul Timișoara                        | Ronaț                                       |                                   |            |                                               | Încărcați imagine | Raportați eroare |
| 155252.18.02                              | Situl arheologic de la Timișoara - Ronaț / ansamblu anonim (Categorie: locuire) (Tip: Așezare)                                                      | municipiul Timișoara                        | Ronaț                                       | sec. III-IV                       |            |                                               | Încărcați imagine | Raportați eroare |
| 155252.19.01                              | Necropola medievală de la Timișoara - Podul Mogoș / ansamblu anonim (Categorie: descoperire funerară) (Tip: Așezare)                                | municipiul Timișoara                        | Podul Mogoș                                 |                                   |            |                                               | Încărcați imagine | Raportați eroare |
| 155252.20.01                              | Mănăstirea dominicană de la Timișoara / ansamblu anonim (Categorie: construcție de cult) (Tip: Mănăstirea dominicană)                               | municipiul Timișoara                        |                                             | sec. XIV                          |            |                                               | Încărcați imagine | Raportați eroare |
| 155252.21.01                              | Mănăstirea franciscană de la Timișoara / ansamblu anonim (Categorie: construcție de cult) (Tip: mănăstire franciscană)                              | municipiul Timișoara                        |                                             | sec. XVIII                        |            |                                               | Încărcați imagine | Raportați eroare |
| 155252.22.01                              | Mănăstirea iezuită de la Timișoara / ansamblu anonim (Categorie: construcție) (Tip: mănpstire iiezuită)                                             | municipiul Timișoara                        |                                             | sec. XVIII                        |            |                                               | Încărcați imagine | Raportați eroare |
| 155252.23.01                              | Fortificația medivală de la Timișoara - Piața Operei / ansamblu anonim (Categorie: construcție defensivă) (Tip: fortificație)                       | municipiul Timișoara                        | Piața Operei                                |                                   |            |                                               | Încărcați imagine | Raportați eroare |
| 157308.01.01                              | Așezarea daco-romană de la Toager / ansamblu anonim (Categorie: locuire) (Tip: Așezare)                                                             | sat Toager, comuna Giera                    |                                             |                                   |            |                                               | Încărcați imagine | Raportați eroare |
| 158902.01.01                              | Movilele de epocă necunoscută de la Tomești / ansamblu anonim (Categorie: descoperire funerară) (Tip: movile de pământ)                             | sat Tomești, comuna Tomești                 |                                             |                                   |            |                                               | Încărcați imagine | Raportați eroare |
| 157567.01.01                              | Necropola daco-romană de la Tomnatic / ansamblu anonim (Categorie: descoperire funerară) (Tip: Necropolă)                                           | sat Tomnatic, comuna Tomnatic               |                                             |                                   |            |                                               | Încărcați imagine | Raportați eroare |
| 157567.02.01                              | Bordeiele de epocă daco-romană de la Tomnatic - Cărămidăria / ansamblu anonim (Categorie: locuire) (Tip: bordeie)                                   | sat Tomnatic, comuna Tomnatic               | Cărămidăria                                 |                                   |            |                                               | Încărcați imagine | Raportați eroare |
| 157567.03.01                              | Situl arheologic de la Tomnatic - Klein Hügel / ansamblu anonim (Categorie: locuire) (Tip: Movilă)                                                  | sat Tomnatic, comuna Tomnatic               | Klein Hügel                                 |                                   |            |                                               | Încărcați imagine | Raportați eroare |
| 157567.03.02                              | Situl arheologic de la Tomnatic - Klein Hügel / ansamblu anonim (Categorie: locuire) (Tip: Așezare)                                                 | sat Tomnatic, comuna Tomnatic               | Klein Hügel                                 |                                   |            |                                               | Încărcați imagine | Raportați eroare |
| 157567.04.01                              | Movila de epocă necunoscută de la Tomnatic - Kopfhügel / ansamblu anonim (Categorie: descoperire funerară) (Tip: Movilă)                            | sat Tomnatic, comuna Tomnatic               | Kopfhügel                                   |                                   |            |                                               | Încărcați imagine | Raportați eroare |
| 157567.05.01                              | Movila de epocă necunoscută de la Tomnatic / ansamblu anonim (Categorie: descoperire funerară) (Tip: Movilă)                                        | sat Tomnatic, comuna Tomnatic               |                                             |                                   |            |                                               | Încărcați imagine | Raportați eroare |
| 157567.06.01                              | Movilele de epocă necunoscută de la Tomnatic / ansamblu anonim (Categorie: descoperire funerară) (Tip: movile)                                      | sat Tomnatic, comuna Tomnatic               |                                             |                                   |            |                                               | Încărcați imagine | Raportați eroare |
| 157567.07.01                              | Movila de epocă necunoscută de la Tomnatic / ansamblu anonim (Categorie: descoperire funerară) (Tip: Movilă)                                        | sat Tomnatic, comuna Tomnatic               |                                             |                                   |            |                                               | Încărcați imagine | Raportați eroare |
| 158975.02.01                              | Situl arheologic de la Topolovățu Mare - / ansamblu anonim (Categorie: locuire) (Tip: movile)                                                       | sat Topolovățu Mare, comuna Topolovățu Mare |                                             |                                   |            |                                               | Încărcați imagine | Raportați eroare |
| 158975.02.02                              | Situl arheologic de la Topolovățu Mare - / ansamblu anonim (Categorie: locuire) (Tip: Așezare)                                                      | sat Topolovățu Mare, comuna Topolovățu Mare |                                             |                                   |            |                                               | Încărcați imagine | Raportați eroare |
| 158975.02.03                              | Situl arheologic de la Topolovățu Mare - / ansamblu anonim (Categorie: locuire) (Tip: Așezare)                                                      | sat Topolovățu Mare, comuna Topolovățu Mare |                                             |                                   |            |                                               | Încărcați imagine | Raportați eroare |
| 158975.03.01                              | Așezarea daco-romană de la Topolovățu Mare - Dealul Coșteleac / ansamblu anonim (Categorie: locuire) (Tip: Așezare)                                 | sat Topolovățu Mare, comuna Topolovățu Mare |                                             | sec. III-IV                       |            |                                               | Încărcați imagine | Raportați eroare |
| 155252.04.01                              | Situl arheologic de la Timișoara - "Pădurea Verde" / ansamblu anonim (Categorie: locuire civilă) (Tip: Așezare)                                     | municipiul Timișoara                        | Aleea CFR Nr.1, punct Pădurea Verde         | sec. IX-X                         | 1969       | 45°47′00″N 21°17′00″E / 45.78333°N 21.28333°E | Încărcați imagine | Raportați eroare |
| 155252.04.02                              | Situl arheologic de la Timișoara - "Pădurea Verde" / ansamblu anonim (Categorie: locuire civilă) (Tip: Așezare)                                     | municipiul Timișoara                        | Aleea CFR Nr.1, punct Pădurea Verde         |                                   | 1969       | 45°47′00″N 21°17′00″E / 45.78333°N 21.28333°E | Încărcați imagine | Raportați eroare |
| 155252.04.03                              | Situl arheologic de la Timișoara - "Pădurea Verde" / ansamblu anonim (Categorie: locuire civilă) (Tip: Necropolă)                                   | municipiul Timișoara                        | Aleea CFR Nr.1, punct Pădurea Verde         |                                   | 1969       | 45°47′00″N 21°17′00″E / 45.78333°N 21.28333°E | Încărcați imagine | Raportați eroare |
| 155252.04.04                              | Situl arheologic de la Timișoara - "Pădurea Verde" / ansamblu anonim (Categorie: locuire civilă) (Tip: Așezare)                                     | municipiul Timișoara                        | Aleea CFR Nr.1, punct Pădurea Verde         |                                   | 1969       | 45°47′00″N 21°17′00″E / 45.78333°N 21.28333°E | Încărcați imagine | Raportați eroare |
| 155252.05.01                              | Situl arheologic de la Timișoara - "Freidorf" / ansamblu anonim (Categorie: locuire) (Tip: Așezare)                                                 | municipiul Timișoara                        | paralel cu Str. Bacalbașa, punct Freidorf   | sec. III-IV                       | 1986       | 45°40′00″N 21°12′00″E / 45.66667°N 21.2°E     | Încărcați imagine | Raportați eroare |
| 155252.05.02                              | Situl arheologic de la Timișoara - "Freidorf" / ansamblu anonim (Categorie: locuire) (Tip: Necropolă)                                               | municipiul Timișoara                        | paralel cu Str. Bacalbașa, punct Freidorf   | sec. V                            | 1986       | 45°40′00″N 21°12′00″E / 45.66667°N 21.2°E     | Încărcați imagine | Raportați eroare |
| 155252.05.03                              | Situl arheologic de la Timișoara - "Freidorf" / ansamblu anonim (Categorie: locuire) (Tip: Așezare)                                                 | municipiul Timișoara                        | paralel cu Str. Bacalbașa, punct Freidorf   | Baden                             | 1986       | 45°40′00″N 21°12′00″E / 45.66667°N 21.2°E     | Încărcați imagine | Raportați eroare |
| 155252.05.04                              | Situl arheologic de la Timișoara - "Freidorf" / ansamblu anonim (Categorie: locuire) (Tip: Așezare)                                                 | municipiul Timișoara                        | paralel cu Str. Bacalbașa, punct Freidorf   |                                   | 1986       | 45°40′00″N 21°12′00″E / 45.66667°N 21.2°E     | Încărcați imagine | Raportați eroare |
| 155252.03.05                              | Situl arheologic de la Timișoara - "Freidorf" / ansamblu anonim (Categorie: locuire) (Tip: Așezare)                                                 | municipiul Timișoara                        | paralel cu Str. Bacalbașa, punct Freidorf   | sec. VII -IX                      | 1986       | 45°40′00″N 21°12′00″E / 45.66667°N 21.2°E     | Încărcați imagine | Raportați eroare |
| 155252.05.06                              | Situl arheologic de la Timișoara - "Freidorf" / ansamblu anonim (Categorie: locuire) (Tip: Așezare)                                                 | municipiul Timișoara                        | paralel cu Str. Bacalbașa, punct Freidorf   | Coțofeni                          | 1986       | 45°40′00″N 21°12′00″E / 45.66667°N 21.2°E     | Încărcați imagine | Raportați eroare |